# شارع القناصل

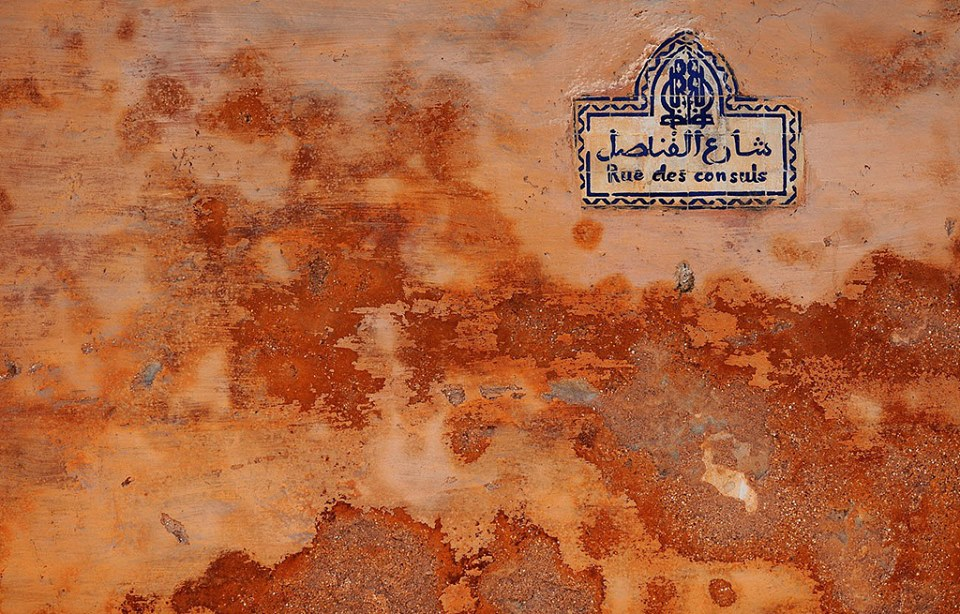

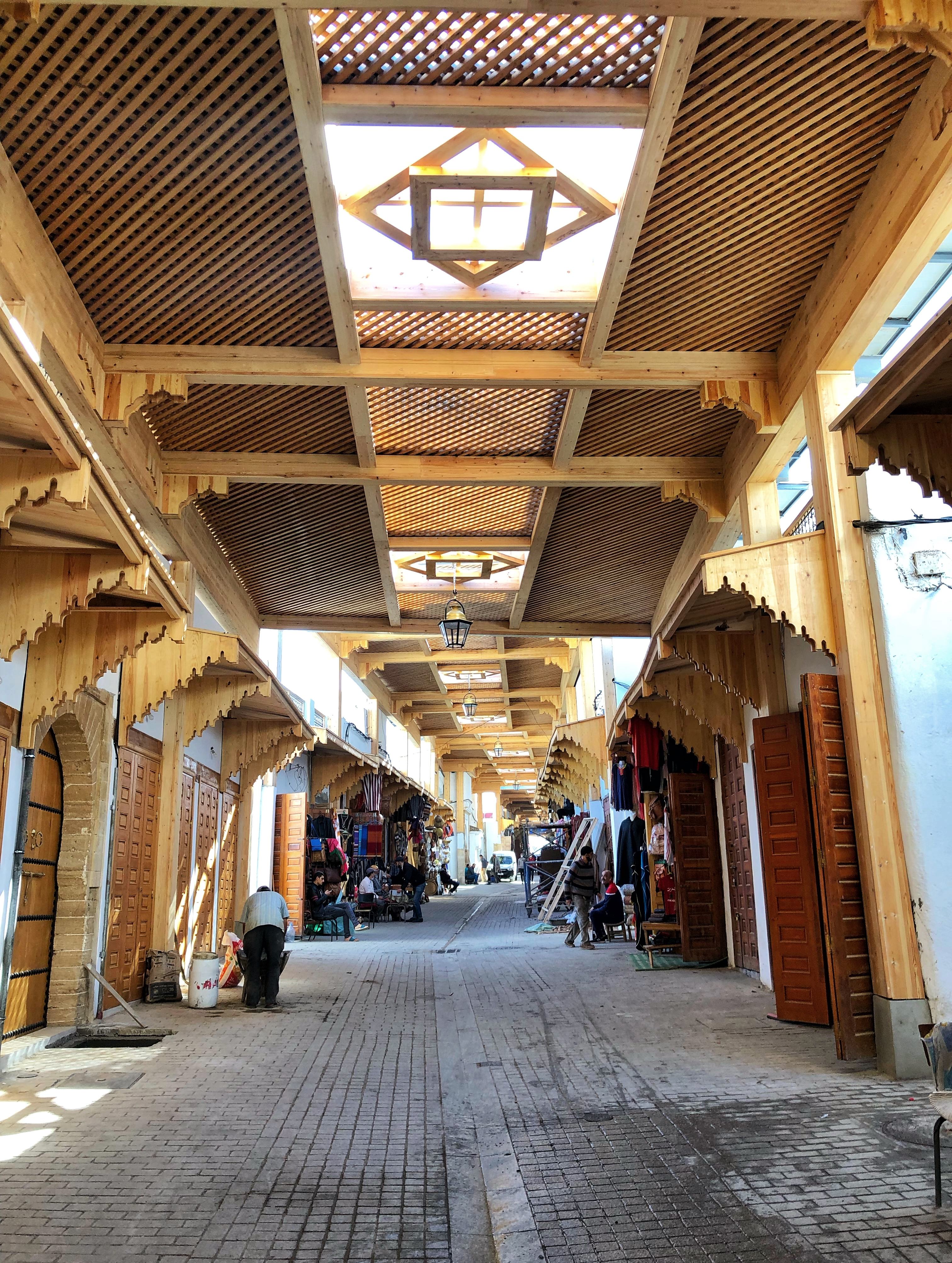
شارع القناصل بعد إعادة تهيئته

شارع القناصل في الرباط ، عاصمة المغرب ، هو واحد من أقدم وأشهر الأزقة في العاصمة ، ويصنف كمعلمة تاريخية.

## أصل التسمية
ترجع تسمية الشارع لكونه كان مقرا لإقامة السفراء والقناصل خلال جمهورية بورقراق ثم الإمبراطورية الشريفية حتى عام 1912، و قد كان إسحاق دي رازيلي من أشهر السفراء الذين قطنوا به.

## تاريخ
كان شارع القناصل ، كما يوحي اسمه ، يضم حتى عام 1912 العديد من السفراء والقناصل ، وخاصة الأوروبيين، و الذين أتوا بداية للتفاوض حول الإفراج عن سجناء خلال جمهورية بورقراق. في مدخل الشارع، كانت توجد القنصلية الفرنسية، وبجانبها دور إقامة قناصل السويد والدنمارك وهولندا.
و قد تحول شارع القناصل اليوم إلى مزار سياحي، إذ أصبح المكان الرئيسي لتجمع الصناع التقليديين بالمدينة العتيقة.